# 予期せぬ驚き
「予期せぬ驚き」（よきせぬおどろき、Surprise, Surprise (Sweet Bird Of Paradox)）は、1974年に発表されたジョン・レノンの楽曲。個人名義第4弾アルバム『心の壁、愛の橋』に収録された。
曲の原題は直訳すると「驚いて、驚いた」。邦題の「予期せぬ驚き」は日本での発売元東芝EMIが原題の直訳ではつまらないと判断した結果である。ちなみに原題の副題は直訳すると「逆説の甘い小鳥」で、原題と副題を掛け合せると「逆説の甘い小鳥に驚く」となる。掛け合せの直訳でわかるように、曲の内容は甘美な愛を綴った曲である。
この曲は当時ジョンと行動をともにしていた女性メイ・パンのことを歌っているといわれている。
エルトン・ジョンがコーラスで参加している。
歌詞には「ナチュラル・ハイ」が登場するが、これはドラッグなどを使わずして気持ちよくなることで、曲中では蝶で気持ちよくなると歌われている。
エンディングではビートルズ時代の「ドライヴ・マイ・カー」のエンディングが少し登場する。